# Pensare da dinosauri
Pensare da dinosauri (Think Like a Dinosaur) è un racconto di fantascienza del 1995 scritto da James Patrick Kelly.
Nel 1996 l'opera ha vinto il Premio Hugo per il miglior racconto, l'Asimov's Reader Poll Award e il SF Chronicle Award, inoltre è stata candidata al Premio Locus e nel 1995 al Premio Nebula. 

## Storia editoriale
Fu pubblicata per la prima volta nel numero del giugno 1995 della rivista Asimov's Science Fiction.
La traduzione in italiano di Roberto Marini fu pubblicata dalla Mondadori nel settembre 1997, nell'antologia Millemondi Autunno 1997: Le meraviglie dell'invisibile (Year's Best Science Fiction, 1996) a cura di David G. Hartwell, volume numero 38 della collana Millemondi e dalla Editrice Nord nel novembre 1999 nell'antologia I Premi Hugo 1995-1998, volume n. 33 della collana Grandi Opere Nord.
La traduzione in italiano di Marco Crosa, intitolata Pensa come un dinosauro, è stata pubblicata nel 2016, in audiolibro, da Delos Digital nel n. 44 della collana Robotica. 
Frattanto Think Like a Dinosaur era stato ristampato in diverse antologie di fantascienza, tra queste: The Year's Best Science Fiction: Thirteenth Annual Collection del 1996 a cura di Gardner Dozois, Nebula Awards 31 del 1997 a cura di Pamela Sargent, The Hard SF Renaissance del 2002, a cura di David G. Hartwell e Kathryn Cramer e la raccolta di opere di James Patrick Kelley, Think Like a Dinosaur and Other Stories del 1997.

## Trama
Una razza di alieni, gli Hanen - che per il loro aspetto gli umani chiamano dinosauri - possiede una tecnologia in grado di trasmettere la copia esatta di un essere vivente a pianeti lontani, dopo che da destinazione viene confermata la ricezione l'originale viene disintegrato in modo da mantenere l'armonia della realtà, questa è un valore d'importanza fondamentale per gli alieni tanto che quando essi usano il teletrasportato gli originali provvedono autonomamente a distruggersi.
Per gli umani invece questo compito deve essere svolto dall'unico addetto umano al teletrasporto che, quando la ricezione viene confermata, spinge un pulsante bianco distruggendo il doppio; per tale ragione gli Hanen dubitano che gli umani - che chiamano frignoni - siano in grado di mantenere l'armonia e che si possa continuare a consentir loro di usare il teletrasporto. 
Nella storia, una donna viene teletrasportata su un pianeta alieno, ma l'originale non viene subito disintegrato perché, a causa di un'anomalia, la conferma della ricezione arriva in ritardo; l'originale, terrorizzata, rifiuta di rientrare nel dispositivo di scansione e disintegrazione e l'addetto umano al teletrasporto, di fronte alla minaccia che l'umanità venga esclusa dai viaggi tra le stelle, uccide la donna spingendola in una camera di equilibrio, assistendo così alla sua agonia.
Dopo alcuni anni la donna torna dal suo viaggio e ignara di quanto accaduto al suo originale all'epoca della partenza, ringrazia l'addetto umano al teletrasporto per averla aiutata a controllare la sua paura.

## Personaggi
Michael Burraddetto umano al teletrasporto che uiccide il doppio della viaggiatrice spingendola in una camera di equilibrio.
Kamala Shastriviaggiatrice teletrasmessa su un altro pianeta, che torna dopo tre anni.
Silloin, Linna, Parikkalalieni che gestiscono la stazione per il teletrasporto Tuulen.

## Adattamenti
Nel 2001 è stato adattato per l'episodio Think Like a Dinosaur della serie TV Oltre i limiti, inoltre ne è stato tratto un audiodramma per Seeing Ear Theater nel 1998.